# 阿科斯賓喬斯區
13°06′51″S 74°06′17″W / 13.1142°S 74.1046°W
阿科斯賓喬斯區（西班牙語：Distrito de Acos Vinchos），是秘魯的一個區，位於該國中南部阿亞庫喬大區的瓦曼加省，面積152.3平方公里，海拔高度2,848米，2005年人口4,882，人口密度每平方公里32人。